# 阿什頓 (伊利諾伊州)
阿什頓（英語：Ashton）是位於美國伊利諾伊州李縣的一個村落。

## 地理
阿什頓的座標為41°52′00″N 89°13′19″W / 41.86667°N 89.22194°W，而該地最高點為海拔高度251米（即823英尺）。

## 人口
根據2010年美國人口普查的數據，阿什頓的面積為1.70平方千米，當中陸地面積為1.70平方千米，而水域面積為0.00平方千米。當地共有人口972人，而人口密度為每平方千米571人。